# キャメロン・クラーク
キャメロン・クラーク（Cameron Clark、1993年3月20日 - ）は、スーパーラグビーブランビーズに所属するラグビー選手。

## プロフィール
- ニュージーランド・オークランド出身[1]。
- ポジションはウィング(WTB)、センター(CTB)、フルバック(FB)。
- 身長 185cm、体重 88kg
- リオ五輪の7人制オーストラリア代表に選ばれた[2]。

## 略歴
シドニーを経て、2017年、ワラターズに加入。
2020年、サンディエゴ・リージョンに加入。
2022年、ブランビーズに加入。